# Josh Acheampong
Joshua Kofi Acheampong (Londen, 5 mei 2006) is een Engels voetballer die onder contract ligt bij Chelsea FC.

## Clubcarrière
Acheampong ondertekende in januari 2024 zijn eerste profcontract bij Chelsea FC, de club waar hij zich destijds bij de U8 aansloot. Op 11 maart 2024 nam Mauricio Pochettino hem voor de thuiswedstrijd tegen Newcastle United het eerst op in de wedstrijdselectie van het eerste elftal. Een kleine twee maand later, op 2 mei 2024, maakte hij zijn officiële debuut voor het eerste elftal van de club: in de competitiewedstrijd tegen Tottenham Hotspur (2-0-winst) liet Pochettino hem in de 84e minuut invallen voor Alfie Gilchrist.

## Interlandcarrière
Acheampong nam in 2023 met Engeland –17 deel aan het EK onder 17 in Hongarije. De verdediger kreeg er een basisplaats in de groepswedstrijden tegen Kroatië en Nederland en in de verloren kwartfinale tegen Frankrijk. Later dat jaar nam hij ook deel aan het WK onder 17 in Indonesië, waar hij een basisplaats kreeg in alle drie de groepswedstrijd en in de verloren achtstefinalewedstrijd tegen Oezbekistan –17.

## Clubstatistieken
| Seizoen         | Club            | Land              | Competitie      | Competitie | Competitie | Beker | Beker | Supercup | Supercup | Europees | Europees | Totaal | Totaal |
| Seizoen         | Club            | Land              | Competitie      | Wed.       | Dlp.       | Wed.  | Dlp.  | Wed.     | Dlp.     | Wed.     | Dlp.     | Wed.   | Dlp.   |
| --------------- | --------------- | ----------------- | --------------- | ---------- | ---------- | ----- | ----- | -------- | -------- | -------- | -------- | ------ | ------ |
| 2023/24         | Chelsea FC      | Vlag van Engeland | Premier League  | 1          | 0          | 0     | 0     | —        | —        | —        | —        | 1      | 0      |
| 2024/25         | Chelsea FC      | Vlag van Engeland | Premier League  | 0          | 0          | 1     | 0     | —        | —        | —        | —        | 1      | 0      |
| Carrière totaal | Carrière totaal | Carrière totaal   | Carrière totaal | 1          | 0          | 1     | 0     | 0        | 0        | 1        | 0        | 2      | 0      |

Bijgewerkt op 23 oktober 2024